# Posta Shqiptare
Posta Shqiptare (укр. Пошта Албанії) — національний оператор поштового зв'язку Албанії зі штаб-квартирою у Тирані. Є відкритою публічною компанією з обмеженою відповідальністю та перебуває у підпорядкуванні уряду Албанії. Член Всесвітнього поштового союзу.